# Saserna distincta
Saserna distincta là một loài bướm đêm trong họ Noctuidae.